# Lamedont
Lamedont (en grec antic Λαμέδων) va ser, segons la mitologia grega, un rei de Sició, descendent d'Egialeu. El seu pare és Coró, i el seu germà Còrax.
Còrax havia mort sense fills, i el reialme de Sició va passar a mans d'Epopeu. Però Epopeu va caure mort en el combat contra Licos, quan aquest va anar a rescatar la seva neboda Antíope. Quan Epopeu va morir, el va succeir Lamedont, germà de Còrax. Amb Lamedont es va acabar a Sició l'estirp d'Egialeu. La seva filla Zeuxipe es va casar amb Sició, al qual havia demanat ajuda per lluitar contra els aqueus. Sició estava casat amb Feno, una atenesa filla de Clici. Per això l'atenès Ianisc descendent de Clici, va regnar més tard a Sició.